# صلاح الدين بن علي
صلاح الدين بن علي (1938 - 13 يونيو 2016) شقيق الرئيس التونسي السابق زين العابدين بن علي.

## عن حياته
صلاح الدين بن علي هو والد قيس بن علي وصهر اللاعب الدولي السابق والمسؤول الحيالي بالنجم الرياضي الساحلي زياد الجزيري.

## وفاته
توفي في يوم الإثنين 8 رمضان 1437 هـ في الموافق 13 يونيو 2016 في مدينة سوسة في تونس وقد أقيمت الجنازة في مدينة حمام سوسة .